# ジョージ・ビング (初代トリントン子爵)
初代トリントン子爵ジョージ・ビング（英語: George Byng, 1st Viscount Torrington, KB, PC、1663年1月27日 - 1733年1月17日）は、イングランド及びイギリスの海軍軍人、政治家、貴族。
1704年のスペイン継承戦争のマラガの海戦とジブラルタル占領、1708年と1715年の対ジャコバイト戦争、1718年のパッサロ岬の戦いなどでイギリス海軍の指揮を執った。最終階級は海軍元帥。

## 経歴
1663年1月27日、貿易商ジョン・ビングとその妻フィラデルフィア(旧姓ジョンソン)の子としてケント州・ルータムに生まれる。
15歳の時の1678年に王立海軍に入隊。1681年から陸軍将校に転じてアフリカ北岸タンジールの防衛部隊に配属された。1684年に海軍に復帰。1688年の名誉革命の際には議会の招請状をオラニエ公ウィレム(ウィリアム3世)に届ける任務を果たした。同年に大尉(Captain)に昇進。
1690年にはピーチー・ヘッドの海戦に参戦し、敗戦を味わった。1693年から1695年にかけては地中海で勤務した。
1703年に海軍少将に昇進した。1704年にはジョージ・ルーク麾下の戦隊司令官としてスペイン継承戦争のマラガの海戦とジブラルタル占領に参戦した。その際の戦功でナイトに叙せられた。
1705年から1721年にかけてプリマス選挙区から選出されてホイッグ党所属の庶民院議員を務める。
1708年にジャコバイトの王の大僭称者がフランスの支援を受けてブリテン島に上陸してきた際にはジャコバイト軍の艦隊を撃退する戦功をあげている。同年に海軍大将(Admiral of the Blue)、1711年に上級海軍大将(Admiral of the white)に昇進した。1715年ジャコバイト蜂起の際も海上を制圧してジャコバイト軍の海上補給路を絶つことで反乱鎮圧に貢献した。
1715年11月15日にグレートブリテン準男爵位を与えられた。1717年にはバルト海艦隊司令官(Commander-in-Chief in the Baltic)に就任した。1718年3月に海軍元帥に昇進。また1718年から1721年にかけて地中海艦隊司令官（Commander-in-Chief in the Mediterranean）に就任し、1718年8月にはパッサロ岬の戦いを指揮してスペイン艦隊を撃破した。
1720年から1724年にかけて海軍財務長官を務める。また1720年から1733年まで名誉職のRear-Admiral of Great Britainを務める。1721年1月3日には枢密顧問官(PC)に列する。同年9月21日にグレートブリテン貴族爵位トリントン子爵に叙せられ、庶民院議員から貴族院議員に転じた。
ホイッグ党の議員であるため、トーリー党政権下では冷遇されたこともあったが、1727年から死去する1733年まで海軍大臣を務めている。
1733年1月17日に死去。68歳だった。

## 栄典

### 爵位
1715年11月15日に以下の準男爵位を新規に叙される。
- （ケント州におけるルータムの）初代準男爵 (1st Baronet, styled "of Wrotham in the County of Kent")

(勅許状によるグレートブリテン準男爵位)
1721年9月21日に以下の爵位を新規に叙される。
- 初代トリントン子爵 (1st Viscount Torrington)

(勅許状によるグレートブリテン貴族爵位)
- ベッドフォード州におけるサウスヒルの初代ビング男爵 (1st Baron Byng, of Southill in the County of Bedford)

(勅許状によるグレートブリテン貴族爵位)

### 勲章
- 1725年、バス騎士団(勲章)ナイト(KB)[2][1]

## 家族
1691年にマーガレット・マスター(1670-1756)と結婚。彼女との間に以下の7子を儲ける。
- 第1子（長女）サラ・ビング (1695-1775) - ジョン・オズボーン(第2代準男爵サー・リチャード・オズボーン（英語版）の子)と結婚
- 第2子（長男）パティー・ビング(1699-1747) - 第2代トリントン子爵位を継承。海軍軍人、政治家
- 第3子（次男）マシュー・ビング(1700-1714)
- 第4子（三男）ジョージ・ビング(1701-1750) - 第3代トリントン子爵位を継承。陸軍軍人。
- 第5子（四男）ロバート・ビング（英語版）(1703-1740) - 政治家。彼の曾孫がストラフォード伯爵に叙される
- 第6子（五男）ジョン・ビング(1704-1757) - 海軍提督。ミノルカ島海戦の敗戦責任で銃殺刑に処される
- 第7子（六男）エドワード・ビング(1706-1756)